# Корошец, Антон
Антон Корошец (словен. Anton Korošec; 12 мая 1872 — 14 декабря 1940) — словенский и югославский государственный и религиозный деятель, единственный президент Государства словенцев, хорватов и сербов в 1918 году, премьер-министр Югославии в 1928—1929 гг., католический священник.

## Биография
Родился в Бисеряне (на момент рождения — герцогство Штирия, Австро-Венгрия, ныне — Словения). Изучал теологию и стал католическим священником в 1895 году. Получил степень доктора теологии в Грацском университете в 1905 году.
В 1907 году Корошец избран депутатом австро-венгерского Рейхсрата от Словенской народной партии. После распада Австро-Венгрии в 1918 году он стал первым и единственным президентом Государства словенцев, хорватов и сербов, после чего оно объединилось вместе с Сербией и Черногорией в новое единое государство — Королевство сербов, хорватов и словенцев (с 1929 года — Королевство Югославия).
Корошец стал вице-президентом в первом правительстве КСХС, а позднее возглавил Словенскую народную партию. В 1924—1927 гг. занимал должность министра внутренних дел. Корошец выступал против принятия Видовданской конституции и организовал кампанию за расширение автономии словенских земель.
После убийства в 1928 году премьер-министра Степана Радича, хорвата по национальности, Антон Корошец был назначен королём Александром I Карагеоргиевичем на этот пост с целью смягчения национальных противоречий в стране. Однако уже 6 января 1929 года королём была установлена диктатура («Диктатура 6 января») и Корошец был снят с поста премьер-министра. Корошец в дальнейшем был министром транспорта в правительстве Петара Живковича.
Находясь в оппозиции, Корошец составил «Словенскую декларацию» (словен. Slovenska deklaracija), в которой разработал новые принципы государственного устройства многонационального государства сербов, хорватов и словенцев. В 1933 году Корошец был выслан на остров Хвар, а Словенская национальная партия в 1935 году бойкотировала выборы в югославский парламент. Однако Корошец вновь стал министром внутренних дел в правительстве Милана Стоядиновича. Находясь на министерском посту в конце 1930-х годов, выступал в поддержку тесных связей с нацистской Германией.
Антон Корошец негативно отнесся к установлению дипломатических отношений между СССР и Югославией в 1940 году. В беседе с американским представителем в Белграде Лейном Корошец утверждал, что такая политика приведет к тому, что Германия сотрет с лица земли Югославию. Под влиянием Корошеца и его сторонников полиция не допустила возникновения в Дравской бановине Общества друзей Советского Союза.
Умер 14 декабря 1940 года в Белграде.